# Lakiele
Lakiele (Duits: Lakellen; 1938-1945: Schönhofen) is een plaats in het Poolse woiwodschap Ermland-Mazurië, gelegen in het district Olecki. De plaats maakt deel uit van de landgemeente Kowale Oleckie.